# Star Channel (Portugal)
Star Channel (anciennement connue sous le nom de Fox) est une chaîne de télévision portugaise payante. Elle spécialise principalement son contenu dans les séries télévisées et les longs métrages américains. Depuis 2019, elle appartient à The Walt Disney Company. Son principal concurrent est AXN.
Chaîne phare du groupe plus généraliste avec du contenu familial en fin de semaine, Star Channel a 4 chaînes sœurs thématiques au Portugal : Star Life, Star Crime, Star Comedy et Star Movies.

## Histoire
En février 2003, il a été annoncé que Fox commencerait à diffuser sur Cabovisão à partir du 1er mars, l'un des câblo-opérateurs qui existaient à l'époque, en tant que chaîne exclusive de la plate-forme. Cristina Gomez, directrice générale de Cabovisão, a expliqué à l'agence de presse Lusa que la chaîne était « une expérience unique au Portugal », combinant « les plus grands succès du studio Fox, quelques films portugais et les séries télévisées les plus importantes ». La cible principale était définie comme les téléspectateurs de la tranche d'âge 18-45 ans, dans l’objectif de dominer le segment du divertissement au Portugal, à l'instar de son succès en Amérique latine et au Japon, malgré la couverture réduite de Cabovisão, qui détenait à l'époque 17 % de la part de marché des opérateurs de télévision payante, contre 80 % pour TV Cabo. La chaîne promettait des séries télévisées déjà diffusées au Portugal, ainsi que de nouvelles séries exclusives à la chaîne à l'époque : Les Simpson, The X-Files, Family Guy, King of the Hill, Alien Nation, Batman, L.A. Law, Le Caméléon et Lou Grant. À son lancement, la chaîne diffusait 18 heures par jour, de 9 heures à 3 heures du matin. En général, la plupart de ces séries à succès étaient diffusées en fin de soirée sur les réseaux terrestres. Le Portugal a été un marché clé pour l'expansion européenne de la marque, principalement en raison du fait que les téléspectateurs portugais sont habitués depuis longtemps à regarder des séries télévisées dans leur bande sonore originale avec des sous-titres.
La portée de la chaîne s'est accrue en mai 2005, lorsqu'elle a été lancée sur la plate-forme TV Cabo dans le cadre du nouveau bouquet Funtastic Life. La chaîne a été temporairement disponible pour les abonnés analogiques avant de passer à Funtastic Life en tant qu'exclusivité numérique en juin 2005. La directrice générale régionale de FOX International Channels, Sónia Jackson, a déclaré que Fox et Fox Life, qui venait d'être lancée, allaient « attirer les clients vers le réseau numérique ». Le fait qu'elle soit exclusive au bouquet Funtastic Life était stratégique. Plus de trois ans après son lancement, l'audience de la chaîne a considérablement augmenté, devenant le quatrième réseau câblé le plus regardé, derrière AXN, SIC Notícias et Canal Panda. Le lancement sur TV Cabo en 2005 a permis à la chaîne d'être mesurée par Marktest. La chaîne est passée de 1 400 téléspectateurs lors de son lancement à près de 12 000 pour le seul mois d'octobre 2006. Ce même mois, le nombre moyen de téléspectateurs ayant accédé à la chaîne pendant au moins une seconde s'élevait à 620 000, ce qui constituait alors un record. Occasionnellement, la chaîne a été mise à la disposition des abonnés analogiques grâce à des actions spéciales de TV Cabo.
La chaîne a été mise à disposition des abonnés de DStv en Angola et au Mozambique pour les abonnés du bouquet DStv Bué le 26 février 2009,.
Le flux HD de la chaîne a été lancé sur Meo le 31 juillet 2009. Le Portugal est devenu la troisième région à introduire ce flux après l'Italie et l'Amérique latine. Le flux HD a ensuite été étendu à d’autres opérateurs.
Le 1er février 2010, la chaîne avait été mise à la disposition des abonnés de base analogiques et numériques de ZON, dans le cadre d'un réalignement de l'offre analogique.
La chaîne a diffusé l’épisode final de Lost presque en même temps que la diffusion américaine aux premières heures (de 5 à 7 heures) du 24 mai 2010. La diffusion simultanée a connu des problèmes audio sur le flux HD. L'épisode a été rediffusé le 1er juin.
La première de The Walking Dead a été marquée par une campagne organisée le 26 octobre 2010, avec une invasion de zombies à Lisbonne et une publicité dans les universités de Lisbonne, Porto et Coimbra afin d'attirer les étudiants des universités. La première de la série a eu lieu le 2 novembre 2010, deux jours après la première américaine. Une campagne similaire a été organisée début 2011 pour la première de Hawaii 5-0, avec une interprétation du thème d'ouverture de la série et des danseurs hawaïens.
Pour son dixième anniversaire en mars 2013, la chaîne a utilisé la campagne internationale I Love Fox.
Pour le Carnaval 2015 (qui tombait le 17 février), la chaîne a diffusé pour la première fois la version télévisée de Porta dos Fundos. Fox a choisi cette date comme étant la Journée nationale de la gueule de bois et a diffusé le premier épisode de travers, à dessein, pour cibler les « téléspectateurs ayant la gueule de bois ».
En 2015, le service à la demande Fox Play a été introduit sur Vodafone,, puis sur NOS, qui était inclus dans leurs offres, et en 2017, le service à la demande Fox+ a été lancé au Portugal, proposant des séries des chaînes Fox en intégralité en option (comme NOS Play).
Pour promouvoir la deuxième partie de la dixième saison de The Walking Dead, une campagne a été menée sur Hi5 en février 2020, faisant revivre le réseau social.
Fox Play a été arrêté en 2020, et Fox+ a été arrêté le 30 septembre 2022.
Le 27 novembre 2023, Disney a annoncé que Fox changerait de nom pour devenir Star Channel le 7 février 2024. Le concept visuel est celui d'une « étoile filante lumineuse » qui guidera les téléspectateurs tout au long de la programmation, qui restera pour l'essentiel inchangée,. La version complète de la chanson du changement de marque, « Un Changement Brillant », a été révélée le 5 janvier 2024. La campagne utilisée dans la région EMEA a été élaborée et mise en œuvre par l'équipe portugaise de marketing et de communication de The Walt Disney Company.

## Identité visuelle (logo)

Logo de FOX de 2003 à 2005
Logo de FOX de 2005 à 2019
Logo de FOX de 2019 à 2024